# Autoestrada A31
Die Autoestrada A31 ist eine Autobahn in Portugal. Die Autobahn beginnt in Coimbra und endet in Trouxemil.

## Größere Städte an der Autobahn
- Coimbra